# Погорелец (Архангельская область)

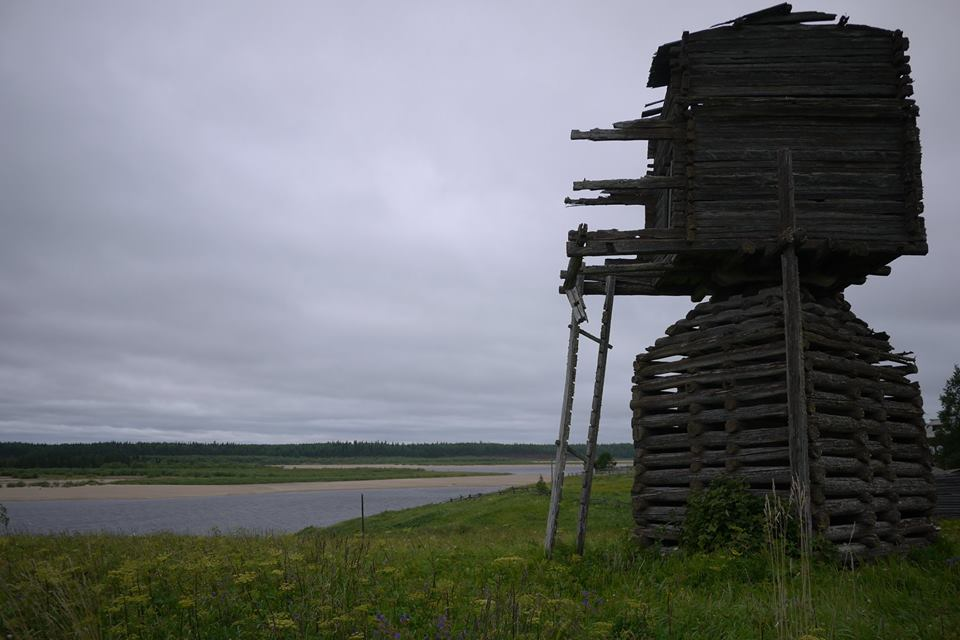
Ветряная мельница на берегу р. Мезени

Погорелец — деревня в Мезенском районе Архангельской области Российской Федерации. Входит в состав Зареченского сельского поселения (до 1 июня 2021 года Козьмогородского сельского поселения).

### География
Деревня Погорелец расположена в центре Мезенского района, на правом берегу реки Мезень, в устье ручья Погорельский. Ниже деревни по течению Мезени находятся село Козьмогородское и деревня Березник, выше — деревни Черсова (нежил.), Целегора, Мелогора.

### Достопримечатьности
В селе на своих первоначальных местах сохранились две старинные ветряные мельницы-столбовки. Если не считать мельниц в Кимже, являются самыми северными мельницами в мире. Также заново отстроена православная церковь Рождества Иоанна Предтечи, хотя службы совершаются очень редко.
| 2002 | 2010 | 2012 |
| ---- | ---- | ---- |
| 60   | ↘32  | ↗42  |

Численность населения деревни, по данным Всероссийской переписи населения 2010 года, составляла 32 человека

### Карты
- [mapq38.narod.ru/map1/index091.html Топографическая карта Q-38-91,92. Погорелец]
- Погорелец на карте Wikimapia Архивировано 25 августа 2011 года.
- Погорелец. Публичная кадастровая карта